# Karen Sillas
Karen Sillas (* 15. Juni 1963 in Brooklyn, New York City, New York) ist eine US-amerikanische Bühnen- und Filmschauspielerin.
Sie studierte am Acting Conservatory der State University of New York (State University of New York at Purchase). Sie arbeitet außerdem als Sprachtrainerin. Sillas hat eine Tochter mit dem Schauspieler Peter Stormare, von dem sie mittlerweile geschieden ist. Neben ihren Filmrollen absolvierte sie zahlreiche Gastauftritte in Fernsehserien wie Law & Order, CSI Miami, Without a Trace und Die Sopranos.

## Filmografie (Auswahl)
- 1984: Kid (Kurzfilm)
- 1987: The Cartographer’s Girlfriend (Kurzfilm)
- 1990: True Blue (Fernsehserie, eine Folge)
- 1990: Trust – Blindes Vertrauen (Trust)
- 1990: Monsters (Fernsehserie, eine Folge)
- 1991: Todestraum – Der letzte Zeuge schweigt (Liebestraum)
- 1992: Simple Men
- 1993: Trip nach Tunis
- 1994: Fluch des Blutes (Risk)
- 1994: What Happened Was…
- 1994: Law & Order (Fernsehserie, eine Folge)
- 1994–1995: Unter Verdacht – Der korrupte Polizist (Under Suspicion, Fernsehserie, 18 Folgen)
- 1995: Flirt
- 1996. Beast – Schrecken der Tiefe (The Beast, Fernsehfilm)
- 1996: Female Perversions
- 1997: Liebe zwischen Lüge und Betrug (Lies He Told, Fernsehfilm)
- 1997: Night Sins – Der Mörder ist unter uns (Night Sins, Fernsehfilm)
- 1998: Jackpot – Krach in Atlantic City (Sour Grapes)
- 1998: Lulu on the Bridge
- 1998: Ein Hauch von Himmel (Touched By An Angel, Fernsehserie, eine Folge)
- 1998: Ein Wink des Himmels (Promised Land, Fernsehserie, eine Folge)
- 1998: Reach the Rock
- 1998: The Repair Shop
- 1999: Die Sopranos (The Sopranos, Fernsehserie, eine Folge)
- 1999: Bad Money
- 1999: Tödlicher Countdown (As Time Runs Out, Fernsehfilm)
- 2000: Falcone (Fernsehserie, eine Folge)
- 2000: 75 Degrees in July
- 2001: Among Thieves
- 2001: Random – Nichts ist wie es scheint (On the Edge, Fernsehfilm)
- 2003: CSI: Miami (Fernsehserie, eine Folge)
- 2004: Without a Trace – Spurlos verschwunden (Without a Trace, Fernsehserie, eine Folge)
- 2004: Criminal Intent – Verbrechen im Visier (Law & Order: Criminal Intent, Fernsehserie, eine Folge)
- 2005: Wanted (Fernsehserie, acht Folgen)
- 2014: Ned Rifle
- 2015: CSI: Vegas (Fernsehserie, eine Folge)
- 2015: Stuff
- 2020: T11 Incomplete

## Auszeichnungen
Independent Spirit Awards
- 1993: Nominierung in der Kategorie Beste Nebendarstellerin für Simple Men
- 1995: Nominierung in der Kategorie Beste Hauptdarstellerin für What Happened Was…